# František Kocourek
František „Franta“ Kocourek (13. září 1901, Praha – 14. května 1942, Birkenau) byl novinář, rozhlasový reportér a spisovatel.

## Život
Byl nejstarším potomkem gymnaziálního profesora Františka Kocourka (1874–1947) a jeho manželky Květy. Po maturitě nastoupil na filozofickou fakultu Karlovy univerzity, kde vystudoval romanistiku a germanistiku. Od poloviny 20. let pracoval v rozhlase jako reportér a komentátor. Později spolupracoval také s Peroutkovou Přítomností a s dokumentárním i s hraným filmem. V publicistické činnosti upozorňoval od začátku 30. let na nebezpečí, které představoval nástup nacismu v Německu. Roku 1935 komentoval pro pražský Radiojournal průběh plebiscitu v Sársku.
Velký posluchačský ohlas měly jeho rozhlasové komentáře událostí kolem Mnichovské dohody v roce 1938 a na začátku nacistické okupace, zejména přímý přenos německé vojenské přehlídky na Václavském náměstí 19. 3. 1939, ironicky komentovaný. Od června 1940 už nesměl vystupovat v rozhlase. Navzdory varování gestapa pořádal přednášky s vlasteneckou tematikou. V červnu 1941 byl zatčen a posléze deportován do koncentračního tábora v Osvětimi-Birkenau, kde zahynul.
Psal detektivní příběhy a humoristické romány, často se svým bratrem Milošem (1904–1984), spisovatelem, rozhlasovým a televizním pracovníkem. V roce 1934 uveřejnil v Přítomnosti sérii článků Na dně, která popisuje život nezaměstnaných za krize. Články vynikají realistickými detaily tehdejšího života. Pohřben byl na hřbitově Malvazinky.[zdroj⁠?!]
Na jeho paměť je pojmenována ulice Franty Kocourka v Praze na Smíchově a ulice Dr. Kocourka v Sokolově. Zde byla na konci roku 2023, jako trvalá připomínka této osobnosti, odhalena pamětní deska.